# Maverick (Cedar Point)
Maverick ist eine Stahlachterbahn in Cedar Point (Sandusky, Ohio, USA) vom Modell LSM Launch Coaster des Herstellers Intamin, die am 26. Mai 2007 als Cedar Points 17. Achterbahn eröffnet wurde. Sie war die erste Auslieferung vom Modell LSM Launch Coaster des Herstellers. Maverick wurde entworfen, um Abwechslung und Einzigartigkeit durch enge Kurvenfahrten und bodennahe Elemente zu bieten, nicht jedoch wie Millennium Force und Top Thrill Dragster aus den Jahren 2000 und 2003, um Höhen- und Geschwindigkeitsrekorde zu brechen.

## Daten
Maverick weist verschiedene, abwechslungsreiche Fahrelemente auf. Dazu gehören zum Beispiel ein 32 Meter hoher und 95° steiler First Drop, mehrere Airtime-Hügel, eine „Twisted Horseshoe-Roll“ (neues Fahrelement, welches aus einem Korkenzieher, einer stark geneigten Kurve und einem zweiten Korkenzieher besteht) sowie Steilkurven mit bis zu 92° Querneigung. Die Besonderheit von Maverick ist der LSM-Lifthill sowie ein zweiter Abschuss auf 112,7 km/h in einem 121,9 Meter langen Tunnel unter der Station. Ursprünglich war Maverick mit einer Heartline-Roll ausgestattet, welche jedoch nach einigen Testläufen entfernt und durch eine S-Kurve ersetzt wurde, um die Materialbelastung zu verringern, die die Züge in dem ursprünglichen Element erfahren würden.

## Züge
Maverick besitzt sechs Züge mit jeweils drei Wagen. In jedem Wagen können vier Personen (zwei Reihen à zwei Personen) Platz nehmen. Die Fahrgäste müssen mindestens 1,32 m groß sein, um mitfahren zu dürfen. Als Rückhaltesystem kommen Schulterbügel zum Einsatz.